# Dhāruhera
Dhāruhera är en ort i Indien.   Den ligger i distriktet Rewari District och delstaten Haryana, i den norra delen av landet, 60 km sydväst om huvudstaden New Delhi. Dhāruhera ligger 255 meter över havet och antalet invånare är 23 132.
Terrängen runt Dhāruhera är platt. Runt Dhāruhera är det tätbefolkat, med 459 invånare per kvadratkilometer. Närmaste större samhälle är Rewari, 17,5 km väster om Dhāruhera. Trakten runt Dhāruhera består till största delen av jordbruksmark.